# كأس العالم للسيدات تحت 20 سنة لكرة القدم 2018
كأس العالم للسيدات تحت 20 سنة لكرة القدم 2018 (بالفرنسية: Coupe du monde féminine de football des moins de 20 ans 2018) هو الموسم 9 من  كأس العالم للسيدات تحت 20 سنة لكرة القدم. أقيم خلال الفترة 5 أغسطس 2018 وحتى 24 أغسطس 2018، وأشرف على تنظيمه الاتحاد الدولي لكرة القدم، وكان عدد الأندية المشاركة فيه  16، وفاز فيه منتخب اليابان لكرة القدم للسيدات.